# قدم الخنادق
قدم الخنادق (بالإنجليزية: Trench foot) حالة مرضية تحدث عندما تنغمر القدم بالماء أو تكون رطبة لفترات طويلة أو عند الظروف الباردة وسمية بقدم الخندق نسبة لحرب الخنادق حيث كانت الظروف الباردة سبباً في رطوبة الاقدام مما ادى إلى اصابة الجنود بمرض قدم الخندق في الحرب العالمية الاولى عام 1914.

## العلامات والأعراض
- تغير لون القدم إلى اللون الأحمر ومن ثم الازرق نتيجة عدم تدفق الدماء في شرايين القدم
- تلف في خلايا الجلد ورائحة ناتجة من موت الانسجة وتزداد سوءا أكثر فأكثر
- تضخم القدم وبرودة القدم
- فقدان الإحساس
- خدر
- حكة قوية
- الم شديد مثل وخز الإبر
- قروح والتهابات فطرية وخصوصا بين الاصابع
- في حال تفاقم الأمر إلى الاسوء تحدث الغرغرينا في المنطقة المصابة وعلاجها البتر فقط

## الأسباب
على العكس تمام مما يحدث في لسعة البرد [frostbite] فان قدم الخندق ليس بالضرورة ان تتكون ضمن الظروف قارصة البرودة، فهي تحدث في درجات حرارة غير منخفضة أيضا فعندما تكون درجة الحرارة تشير إلى 16 درجة مئوية ومع انغمار القدم في الماء أو تواجد الرطوبة بسبب ظروف غير صحية مثل العرق وعدم نظافة القدم لمدة لا تزيد عن 13 ساعة فهذا كفيل لحدوث مرض قدم الخندق.
هناك 3 مراحل تنقسم فيها قدم الخندق:-
1. تقلصات الاوعيه الدموية بسبب البرد أو الرطوبة داخل الحذاء مما يؤدي إلى نقص التروية الدموية مما يجعل القدم منتفخة قليلا وتغير لونها مع وجود الخدر.وهذا يزعج المريض وقد تدوم من ساعات إلى بضعة أيام.
2. المرحلة الثانية ويكون الضرر حدث وتلف الانسجة بسبب عدم وجود دورة دموية في المنطقة بشكل جيد حيث يزداد الالم ويوصف كوخز الإبر بالإضافة إلى تكون البثور والتقرحات ويزداد تضخم القدم وفي بعض الحالات الشديدة تنتج الغرغرينا وتكون هذه المرحلة من اسبوعين إلى 6 اسابيع.
3. المرحلة الثالثة فيها يشكو المريض من زيادة التعرق في القدم وزيادة الحساسية للبرد وتفاوت درجات الحكة بين الحين والاخر، انخفاض نسبة التضخم واحيانا تكون القدم بحجمها الطبيعي، زيادة الالم وزيادة رقعته، الشعور وكان المريض يدوس على اغصان شائكه

## الوقاية
لمنع حدوث قدم الخندق يجب علينا الحفاظ على نظافة القدم ودفئها وجفافها وتهويتها بين الحين والآخر بالإضافة على ارتداء الجوارب القطنية الجافة مع تبديلها أول باول بشكل يومي واستخدام بودرة الأطفال لمنع الرطوبة.وفي الحرب العالمية الأولى فقد تم تعيين بعض الجنود كعامل وقاية صحية هدفه الاهتمام والتثقيف عن مرض قدم الخندق حيث زاد الوعي عند الجنود حول هذا المرض فكانو يستخدمون بعض الزيوت (زيت الحوت) من اجل تدليك اقدامهم وقت الراحة وتهويتها مما ادى إلى نقص حالات الإصابة.

## التاريخ
قد وثقت أول حالة من هذا المرض [قدم الخندق] في عام 1812 وبالتحديد في جيش نابليون وأصبح المرض سائدا عند الانسحاب من روسيا آنذاك وقت تعامل الطبيب الفرنسي دومينيك جان اري مع هذا المرض كاول طبيب يشخصه.

تعرض القدم إلى رطوبة طويلة الامد ادت إلى تغيرات واضحة في الجلد واستمرارها يؤدي إلى قتل الخلايا
صورة حقيقة لاحد الجنود مصاب بقدم الخندق